# باتری نیکل–کادمیم

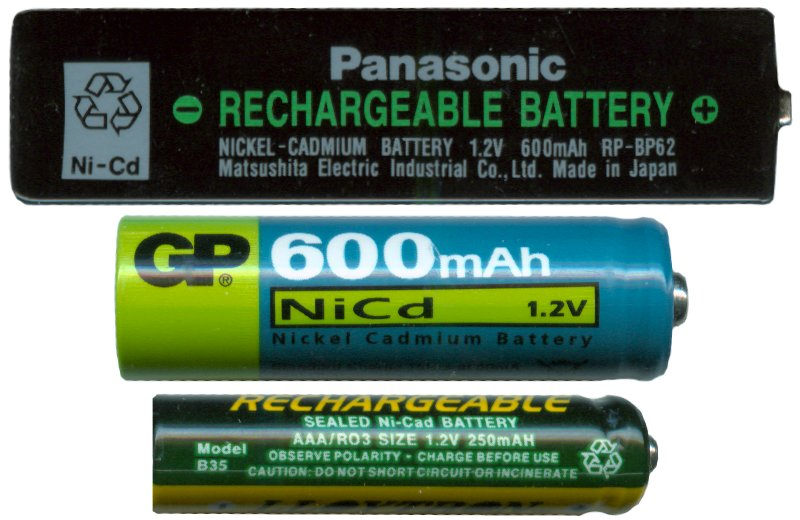
چند نمونه از باتری‌های نیکل–کادمیم

باتری‌های نیکل–کادمیم (به انگلیسی: Nickel–cadmium battery) (مخفف انگلیسی: NiCd یا NiCad) گونه‌ای از باتری‌های قابل شارژ هستند که در آن از نیکل (III) اکسید و کادمیم به صورت فلز به عنوان الکترود استفاده شده است. این نوع از باتری‌ها نخستین بار توسط مهندس سوئدی والدمار جانگنر در سال ۱۸۹۹ میلادی اختراع گردید. مصرف عمده این نوع از باتری‌ها در لوازم الکترونیکی چون گوشی‌های تلفن قابل حمل است.